# КамАЗ «Shuttle»

КамАЗ «Shuttle» (КамАЗ «Човник») — автобус з автопілотом на електричній тязі. Спільна розробка НАМІ і Камського автомобільного заводу. Вперше був представлений на Московському міжнародному самоперному салоні в 2016 році.
До проекту підключена команда розробників з Яндекс, яка відповідає за створення інфраструктури з пішохідного маршруту і обробці даних про щільність дорожнього руху.